# Murder Inc Records
Murder Inc Records este o casă de discuri americană deținută de Irv Gotti și supervizată de Warner Music Group. A colaborat cu artiști precum Ja Rule, Ashanti, Lloyd, Vanessa Carlton și alții.